# Copa da Venezuela de Futebol de 2025
A Copa da Venezuela de Futebol de 2025 ou Copa da Venezuela de 2025 é a 48ª edição da copa entre clubes de futebol da Venezuela, reunindo equipes da primeira e da segunda divisão do Campeonato Venezuelano. A competição é organizada pela Federação Venezuelana de Futebol (FVF).

## Regulamento
Neste ano, o formato foi alterado em relação a 2024. Os 28 clubes participantes foram divididos em duas fases. A primeira, de grupos, é disputada por 20 equipes — todas as da segunda divisão e seis da primeira divisão —, distribuídas em cinco grupos de quatro times cada, definidos de acordo com critérios geográficos e garantindo a presença de pelo menos um clube da segunda divisão em cada chave.
Na fase de grupos, cada equipe enfrenta duas vezes os demais integrantes do seu grupo — uma como mandante e outra como visitante. Os cinco líderes de grupo e os três melhores segundos colocados avançam para a fase eliminatória ("mata-mata").
Na fase final, os oito classificados da fase de grupos se juntam aos oito clubes que disputaram os quadrangulares semifinais do Torneio Apertura do Campeonato Venezuelano de 2025. Os confrontos das etapas eliminatórias — oitavas de final, quartas de final, semifinl e final — serão disputados em jogos de ida e volta, com o mando de campo definido por sorteio.

## Participantes
- Academia Puerto Cabello
- Angostura
- Anzoátegui
- Aragua
- Atlético El Vigía
- Barquisimeto
- Bolívar
- Carabobo
- Caracas
- Deportivo La Guaira
- Deportivo Miranda
- Deportivo Táchira
- Dynamo Puerto
- Estudiantes de Mérida
- Héroes de Falcón
- Marítimo de La Guaira
- Metropolitanos
- Mineros de Guayana
- Monagas
- Portuguesa
- Rayo Zuliano
- Real Frontera
- Titanes de Guanare
- Trujillanos
- Universidad Central
- Ureña
- Yaracuyanos
- Zamora

## Fase de grupos
A fase de grupos começou em 4 de junho e terminou em 10 de julho de 2025.

### Tabela do Grupo A
| #  | Equipe            | PTS | J | V | E | D | GP | GC | SG  | Classificação    |
| -- | ----------------- | --- | - | - | - | - | -- | -- | --- | ---------------- |
| 1º | Caracas           | 11  | 6 | 3 | 2 | 1 | 10 | 4  | 6   | Oitavas de final |
| 2º | Dynamo Puerto     | 10  | 6 | 3 | 1 | 2 | 11 | 9  | 2   | Oitavas de final |
| 3º | Deportivo Miranda | 8   | 6 | 2 | 2 | 2 | 7  | 4  | 3   |                  |
| 4º | Aragua            | 4   | 6 | 1 | 1 | 4 | 5  | 16 | −11 |                  |

### Tabela do Grupo B
| #  | Equipe                | PTS | J | V | E | D | GP | GC | SG  | Classificação    |
| -- | --------------------- | --- | - | - | - | - | -- | -- | --- | ---------------- |
| 1º | Estudiantes de Mérida | 16  | 6 | 5 | 1 | 0 | 16 | 1  | 15  | Oitavas de final |
| 2º | Real Frontera         | 10  | 6 | 3 | 1 | 2 | 7  | 6  | 1   | Oitavas de final |
| 3º | Atlético El Vigía     | 9   | 6 | 3 | 0 | 3 | 8  | 11 | −3  |                  |
| 4º | Ureña                 | 0   | 6 | 0 | 0 | 6 | 3  | 16 | −13 |                  |

### Tabela do Grupo C
| #  | Equipe                | PTS | J | V | E | D | GP | GC | SG | Classificação    |
| -- | --------------------- | --- | - | - | - | - | -- | -- | -- | ---------------- |
| 1º | Marítimo de La Guaira | 14  | 6 | 4 | 2 | 0 | 13 | 7  | 6  | Oitavas de final |
| 2º | Zamora                | 9   | 6 | 2 | 3 | 1 | 9  | 7  | 2  |                  |
| 3º | Titanes de Guanare    | 6   | 6 | 1 | 3 | 2 | 5  | 7  | −2 |                  |
| 4º | Yaracuyanos           | 3   | 6 | 1 | 0 | 5 | 5  | 11 | −6 |                  |

### Tabela do Grupo D
| #  | Equipe             | PTS | J | V | E | D | GP | GC | SG | Classificação    |
| -- | ------------------ | --- | - | - | - | - | -- | -- | -- | ---------------- |
| 1º | Monagas            | 16  | 6 | 5 | 1 | 0 | 13 | 5  | 8  | Oitavas de final |
| 2º | Mineros de Guayana | 9   | 6 | 3 | 0 | 3 | 12 | 8  | 4  |                  |
| 3º | Bolívar            | 8   | 6 | 2 | 2 | 2 | 5  | 8  | −3 |                  |
| 4º | Angostura          | 1   | 6 | 0 | 1 | 5 | 6  | 15 | −9 |                  |

### Tabela do Grupo E
| #  | Equipe           | PTS | J | V | E | D | GP | GC | SG | Classificação    |
| -- | ---------------- | --- | - | - | - | - | -- | -- | -- | ---------------- |
| 1º | Rayo Zuliano     | 13  | 6 | 4 | 1 | 1 | 14 | 4  | 10 | Oitavas de final |
| 2º | Barquisimeto     | 12  | 6 | 4 | 0 | 2 | 12 | 9  | 3  | Oitavas de final |
| 3º | Héroes de Falcón | 6   | 6 | 2 | 0 | 4 | 6  | 14 | −8 |                  |
| 4º | Trujillanos      | 4   | 6 | 1 | 1 | 4 | 8  | 13 | −5 |                  |

### Melhores segundos
| #  | Equipe             | PTS | J | V | E | D | GP | GC | SG | Classificação    |
| -- | ------------------ | --- | - | - | - | - | -- | -- | -- | ---------------- |
| 1º | Barquisimeto       | 12  | 6 | 4 | 0 | 2 | 12 | 9  | 3  | Oitavas de final |
| 2º | Dynamo Puerto      | 10  | 6 | 3 | 1 | 2 | 11 | 9  | 2  | Oitavas de final |
| 3º | Real Frontera      | 10  | 6 | 3 | 1 | 2 | 7  | 6  | 1  | Oitavas de final |
| 4º | Mineros de Guayana | 9   | 6 | 3 | 0 | 3 | 12 | 8  | 4  |                  |
| 5º | Zamora             | 9   | 6 | 2 | 3 | 1 | 9  | 7  | 2  |                  |

## Fase final

### Oitavas de final
| IDA | Real Frontera | 0 ― 1 | Deportivo La Guaira |  |  |
|     |               |       |                     |  |  |

| VOL | Deportivo La Guaira | 2 ― 0 | Real Frontera |  |  |
|     |                     |       |               |  |  |

| IDA | Caracas | 2 ― 0 | Metropolitanos |  |  |
|     |         |       |                |  |  |

| VOL | Metropolitanos | 2 ― 2 | Caracas |  |  |
|     |                |       |         |  |  |

| IDA | Barquisimeto | 0 ― 1 | Universidad Central |  |  |
|     |              |       |                     |  |  |

| VOL | Universidad Central | 2 ― 2 | Barquisimeto |  |  |
|     |                     |       |              |  |  |

| IDA | Marítimo de La Guaira | 0 ― 0 | Anzoátegui |  |  |
|     |                       |       |            |  |  |

| VOL | Anzoátegui | 3 ― 2 | Marítimo de La Guaira |  |  |
|     |            |       |                       |  |  |

| IDA | Dynamo Puerto | 0 ― 1 | Carabobo |  |  |
|     |               |       |          |  |  |

| VOL | Carabobo | 5 ― 0 | Dynamo Puerto |  |  |
|     |          |       |               |  |  |

| IDA | Estudiantes de Mérida | 2 ― 2 | Portuguesa |  |  |
|     |                       |       |            |  |  |

| VOL | Portuguesa | (5) 0 ― 0 (4) | Estudiantes de Mérida |  |  |
|     |            |               |                       |  |  |

| IDA | Rayo Zuliano | 0 ― 2 | Deportivo Táchira |  |  |
|     |              |       |                   |  |  |

| VOL | Deportivo Táchira | 4 ― 1 | Rayo Zuliano |  |  |
|     |                   |       |              |  |  |

| IDA | Monagas | 2 ― 0 | Academia Puerto Cabello |  |  |
|     |         |       |                         |  |  |

| VOL | Academia Puerto Cabello | 2 ― 3 | Monagas |  |  |
|     |                         |       |         |  |  |

### Quartas de final
| IDA | Caracas | ― | Deportivo La Guaira |  |  |
|     |         |   |                     |  |  |

| VOL | Deportivo La Guaira | ― | Caracas |  |  |
|     |                     |   |         |  |  |

| IDA | Anzoátegui | ― | Universidad Central |  |  |
|     |            |   |                     |  |  |

| VOL | Universidad Central | ― | Anzoátegui |  |  |
|     |                     |   |            |  |  |

| IDA | Portuguesa | ― | Carabobo |  |  |
|     |            |   |          |  |  |

| VOL | Carabobo | ― | Portuguesa |  |  |
|     |          |   |            |  |  |

| IDA | Monagas | ― | Deportivo Táchira |  |  |
|     |         |   |                   |  |  |

| VOL | Deportivo Táchira | ― | Monagas |  |  |
|     |                   |   |         |  |  |

### Semifinal
| IDA | Vencedor da Chave Q2/Q1 | ― | Vencedor da Chave Q1/Q2 |  |  |
|     |                         |   |                         |  |  |

| VOL | Vencedor da Chave Q1/Q2 | ― | Vencedor da Chave Q2/Q1 |  |  |
|     |                         |   |                         |  |  |

| IDA | Vencedor da Chave Q4/Q3 | ― | Vencedor da Chave Q3/Q4 |  |  |
|     |                         |   |                         |  |  |

| VOL | Vencedor da Chave Q3/Q4 | ― | Vencedor da Chave Q4/Q3 |  |  |
|     |                         |   |                         |  |  |

### Final
| IDA | Vencedor da Chave S2/S1 | ― | Vencedor da Chave S1/S2 |  |  |
|     |                         |   |                         |  |  |

| VOL | Vencedor da Chave S1/S2 | ― | Vencedor da Chave S2/S1 |  |  |
|     |                         |   |                         |  |  |